# The Snapper
The Snapper ist der zweite Roman des irischen Schriftstellers Roddy Doyle und Bestandteil einer Trilogie. Erschienen ist das Werk 1990.

## Handlung
Sharon Rabbitte, älteste Tochter von Jimmy Senior und Veronica, wird betrunken vom Vater einer Freundin geschwängert. Der Roman deutet darauf hin, dass diese Begnegung potenziell sexuell übergriffig war. Als Sharon die Schwangerschaft wenige Wochen später bemerkt, beschließt sie zunächst, niemandem zu erzählen, wer der Vater des Kindes ist.
Der Roman spielt Ende der 1980er Jahre im Arbeitermilieu. In Sharons Nachbarschaft und Umfeld ist es zu diesem Zeitpunkt ein Skandal, als unverheiratete junge Frau ein Kind zu erwarten. Hin- und hergerissen zwischen Traurigkeit, Schmerz, Wut und schließlich einer gewissen Freude auf ihr Kind, durchlebt die zwanzigjährige Sharon alle Höhen und Tiefen einer Schwangerschaft mit vielfach höherer Intensität (von Roddy Doyle bis ins kleinste Detail beschrieben). Obwohl ihre Eltern sie nicht im Stich lassen, ist Sharon dennoch allein. Der Roman hat ein offenes Ende. Sharon liegt im Wochenbett, betrachtet ihr neugeborenes Baby im Babybettchen neben sich – und lacht. Wie ihr Leben weitergehen wird, bleibt unklar.

## Verfilmung
Der Roman wurde unter dem gleichen Titel 1993 fürs Fernsehen verfilmt. Regie führte Stephen Frears, Hauptdarsteller sind Tina Kellegher und Colm Meaney. Im Film lautet der Name der Familie statt Rabitte allerdings Curley, da 20th Century Fox die Namensrechte seit dem Film Die Commitments (1991, dem ersten Teil der Trilogie) besaß.
Den abschließenden Teil bildete Fisch & Chips, dessen Originaltitel The Van lautet.